# Мусин, Роллан Мусинович
Роллан Мусинович Мусин (каз. Роллан Мұсаұлы Мусин, род. 10 февраля 1922; село Кайнар, Семипалатинская губерния, Киргизская АССР, РСФСР — 2010 года Семипалатинск) — ветеран педагогического труда и Великой Отечественной войны. Заслуженный учитель Казахской ССР (1977).

## Биография
Роллан Мусинович Мусин родился 10 февраля 1922 года в селе Кайнар Абралинского района Семипалатинской губернии.
С 1937 по 1939 годы Семипалатинский, а с 1939 по 1941 годы Киевский геологоразведочный техникум по специальности техник-геолог, Семипалатинский педагогический институт, исторический факультет.
В 1942 году сражался в составе 233 гвардейской стрелковой дивизий под Москвой, в районе Наро-Фоминск.
С июля по ноябрь 1942 года был командиром роты 24 армии под Сталинградом, 233 СД, 572 сп.

## Трудовая деятельность
С 1944 по 1949 годы — экономист-бухгалтер в Кайнарском райкома профсоюза.
С 1949 по 1954 годы — Инспектор районного управления образования.
С 1951 по 1955 годы — Заместитель директора по учебной работе Кайнарской средней школы.
С 1955 по 1961 годы — Директор средней школы имени Абая, затем директор Октябрьской школы Шарского района.
С 1961 по 1966 годы — Работал секретарем Чарского районного, Жарминского райкома партии.
С 1961 по 1969 годы — Инструктор Семипалатинского обкома партии.
С 1969 по 1985 годы — Директор Семипалатинского финансово-экономического техникума.
С 1985 по 1989 годы — Председатель городского, районного совета ветеранов города Семей.

## Награды и звания
- Заслуженный учитель Казахской ССР (1977)
- нагрудный знак «Отличник финансовой службы СССР»
- нагрудный знак «Отличник народного образования Казахской ССР»
- нагрудный знак «Отличник народного образования СССР»
- Награждён Почетными Грамотами: Верховного Совета Казахской ССР, Министерства финансов  СССР, Министерства финансов Казахской ССР, ЦК КПК, ЦК ВЛКСМ, Министерства образования и науки Республики Казахстан, Министерства Государственных доходов Республики Казахстан, ЦС общества инвалидов Республики Казахстан, Грамотой Акима ВКО, Грамотой акима г.Семей.
- Почётный гражданин города Семипалатинска (23 октября 2002 года)
- Орден «Знак Почёта» (дважды СССР)
- Орден Курмет (декабрь 2003 года Казахстан)
- Награждён государственными, правительственными медалями СССР и Республики Казахстан и др.